# Antiphrisson malkovskii
Antiphrisson malkovskii är en tvåvingeart som beskrevs av Pavel Lehr 1970. Antiphrisson malkovskii ingår i släktet Antiphrisson och familjen rovflugor. Inga underarter finns listade i Catalogue of Life.